# 唐朝音乐机构
唐朝音乐机构分为政府管辖与宫廷管辖两个不同系统，乐工人数有数万之多，分工精细、规模宏大、技艺高超，属历代之冠。唐代的多种音乐机构在教育、表演、组织、管理等方面都为后世积累了可供借鉴的历史经验，是唐代优秀音乐人才的汇集地，对盛唐宫廷音乐的发展从人才选拔与培养方面起到了重要保证作用。

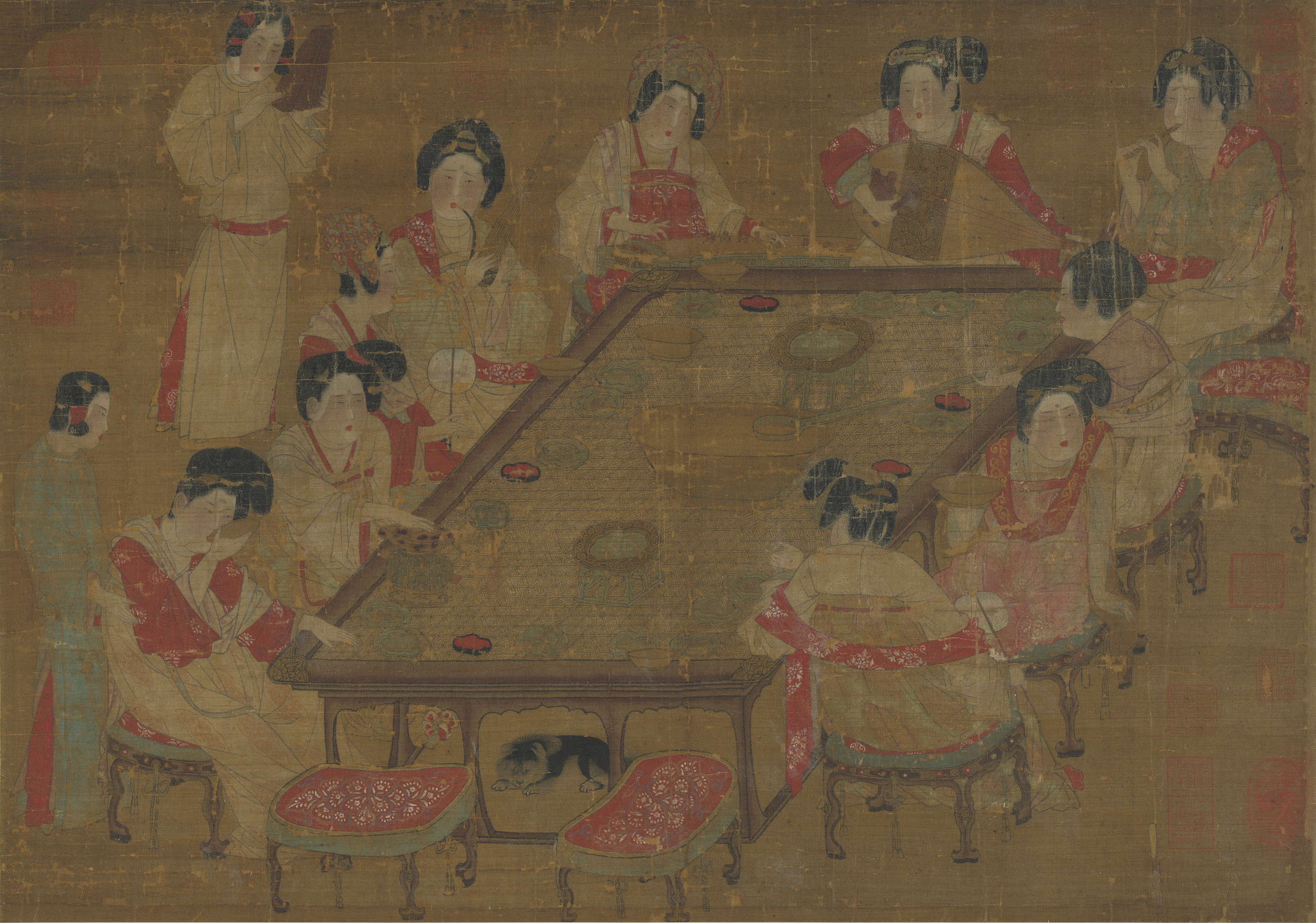
唐人宮樂圖

## 政府管辖系统
- 太常寺：最高行政机关，掌管礼乐；
- 大乐署与鼓吹署：为隶属于太常寺的音乐机构
  - 大乐署：兼管雅乐、燕乐及对艺人的训练考核，要求标准极高；
  - 鼓吹署：管理仪仗队中的鼓吹乐与部分宫廷礼仪活动。

## 宫廷管辖系统
- 教坊：为宫中训练、培养乐工的场所；
- 梨园：唐玄宗在内廷设立的音乐机构，以教习法曲为主。